# Kirnberg an der Mank
Kirnberg an der Mank é um município da Áustria localizado no distrito de Melk, no estado de Baixa Áustria.